# JFK (filme)
JFK (br JFK - A Pergunta Que Não Quer Calar; pt JFK) é um filme franco-estadunidense de 1991, do gênero drama histórico, dirigido por Oliver Stone e com roteiro baseado nos livros Crossfire: The Plot That Killed Kennedy, de Jim Marrs, e On the Trail of the Assasins, de Jim Garrison, sobre o assassinato do presidente John Kennedy.
O filme foi produzido pelos estúdios Warner Bros. / Alcor Films / Camelot / Ixtlan Corporation / Le Studio Canal+ / Regency Enterprises e distribuído pela Warner Bros. A trilha sonora é de Tom Hadju, Andy Milburn e John Williams, a direção de fotografia de Robert Richardson, o desenho de produção de Victor Kempster. a direção de arte de Derek R. Hill e Alan Tomkins, o figurino de Marlene Stewart e a edição de Joe Hutshing e Pietro Scalia. 24 pesquisadores estiveram envolvidos no processo de criação do roteiro do filme.
O papel de Jim Garrison foi originalmente oferecido a Harrison Ford, que recusou o papel devido ao envolvimento político do filme. Mel Gibson também foi lembrado para o papel de Jim Garrison. Ao longo do filme é mostrado, por diversas vezes, o vídeo amador feito por Abraham Zapruder, que mostra o presidente John F. Kennedy sendo atingido pelos tiros disparados contra ele.
O filme foi incluído em quinto lugar na lista dos "25 filmes mais controversos de todos os tempos", feita pela Entertainment Weekly em 16 de junho 2006. JFK foi bem recebido pela crítica e pelo público.

## Sinopse
Em seu discurso de despedida em 1961, o presidente Eisenhower alertou sobre o crescimento do complexo industrial-militar, antecedendo a tumultuada presidência de John F. Kennedy, marcada pela Invasão da Baía dos Porcos e pela Crise dos Mísseis em Cuba até seu assassinato em 1963. Lee Harvey Oswald, preso pelo crime, foi morto por Jack Ruby, levando o promotor Jim Garrison a investigar uma possível conspiração, envolvendo o piloto David Ferrie e o empresário Clay Shaw. Testemunhas como Jean Hill relataram um atirador no "aterro gramado", enquanto um informante misterioso, "o coronel X", sugeriu um golpe envolvendo a CIA, a Máfia e o vice-presidente Lyndon Johnson. Com a morte de testemunhas e retratações de testemunhos, o caso de Garrison enfraqueceu, resultando na absolvição de Shaw em 1969. Apesar do fracasso judicial, Garrison recuperou o respeito da família, deixando no ar suspeitas de um acobertamento governamental.

## Elenco
- Kevin Costner .... Jim Garrison
- Kevin Bacon .... Willie O'Keefe
- Tommy Lee Jones .... Clay Shaw
- Laurie Metcalf .... Susie Cox
- Gary Oldman .... Lee Harvey Oswald
- Beata Pozniak .... Marina Oswald
- Michael Rooker .... Bill Broussard
- Jay O. Sanders .... Lou Ivon
- Sissy Spacek .... Liz Garrison
- Brian Doyle-Murray .... Jack Ruby
- Gary Grubbs .... Al Oser
- Wayne Knight .... Numa Bertel
- Jo Anderson .... Julia Ann Mercer
- Vincent D'Onofrio .... Bill Newman
- Pruitt Taylor Vince .... Lee Bowers
- Sally Kirkland .... Rose Cheramie
- Steve Reed .... John F. Kennedy
- Jodie Farber .... Jacqueline Kennedy
- Columbia Dubose .... Nellie Connally
- Randy Means .... Governador Connally
- Jack Lemmon .... Jack Martin
- Joe Pesci .... David Ferrie
- Gary Carter .... Bill Williams
- Walter Matthau .... Senador Long
- John Candy .... Dean Andrews
- Lolita Davidovich .... Beverly Oliver)
- Donald Sutherland .... X
- Dale Dye .... General Y
- Ron Rifkin .... Sr. Goldberg
- Edwin Neal ...  Interrogador Mercer
- Jim Garrison .... Earl Warren
- Martin Sheen

## Principais prêmios e indicações
Oscar 1992 (EUA)
- Vencedor de dois prêmios nas categorias de melhor fotografia e melhor edição.
- Recebeu indicações nas categorias  de melhor diretor, melhor ator coadjuvante (Tommy Lee Jones), melhor filme, melhor som, melhor canção original e melhor roteiro adaptado.

BAFTA 1992 (Reino Unido)
- Venceu nas categorias de melhor edição e melhor som.
- Indicado nas categorias de melhor ator coadjuvante (Tommy Lee Jones) e melhor roteiro adaptado.

Globo de Ouro 1992 (EUA)
- Venceu na categoria de melhor diretor - cinema (Oliver Stone)

Academia Japonesa
- Venceu na categoria de melhor filme estrangeiro.

## Recepção
No site agregador de críticas Rotten Tomatoes, 84% das 70 resenhas dos críticos são positivas, com uma classificação média de 7.7/10. O consenso do site diz: "Como conteúdo histórico, JFK, de Oliver Stone, é duvidoso, mas como filme, é eletrizante, reunindo toneladas de informação e emoção em suas três horas de duração e fazendo ótimo uso de seu elenco excepcional.." O Metacritic, que usa uma média ponderada, atribuiu ao filme uma pontuação de 72 em 100, baseado em 29 críticos, indicando críticas "geralmente favoráveis".